# Partito Comunista del Turkmenistan
Il Partito Comunista del Turkmenistan (in russo Коммунистическая партия Туркменистана?, Komunističeskaja partija Turkmenistana, turkmeno: Türkmenistanyň Kommunistik Partiyasy) fu, sin dalla costituzione della RSS Turkmena, nel 1924, la sezione turkmena del Partito Comunista dell'Unione Sovietica, allora Partito Comunista Russo (bolscevico).
Guidato dal 1985 da Saparmurat Nijazov, nell'agosto 1991 è uscito dal PCUS e nel dicembre dello stesso anno è stato riorganizzato in Partito Democratico del Turkmenistan.
Un'omonima formazione che si considera erede diretta del Partito Comunista del Turkmenistan ha continuato successivamente ad operare, seppure in condizione di illegalità.

## Segretari generali del Partito Comunista Turkmeno
- Ivan Ivanovič Mežlauk (19 novembre 1924 - 1926)
- Shaymardan Nurimanovich Ibragimov (giugno 1926 - 1927)
- Nikolay Antonovich Paskutsky (1927 - 1928)
- Grigory Naumovich Aronshtam (11 maggio 1928 - agosto 1930)
- Yakov Abramovich Popok (agosto 1930 - 15 aprile 1937)
- Anna Mukhamedov (aprile 1937 - ottobre 1937)
- Yakov Abramovich Chubin (ottobre 1937 - novembre 1939)
- Mikhail Mikhaylovich Fonin (novembre 1939 - marzo 1947)
- Shadzha Batyrovich Batyrov (marzo 1947 - giugno 1951)
- Suchan Babaevič Babaev (giugno 1951 - 14 dicembre 1958)
- Dzhuma Durdy Karayev (14 dicembre 1958 - 4 maggio 1960)l
- BaBalyş Öwezoviç Öwezow (13 giugno 1960 - 24 dicembre 1969)
- Muhammetnazar Gapurowiç Gapurow (24 dicembre 1969 - 21 dicembre 1985)
- Saparmyrat Ataýewiç Nyýazow (21 dicembre 1985 - 16 dicembre 1991)